# GTSF1L
GTSF1L (англ. Gametocyte specific factor 1 like) – білок, який кодується однойменним геном, розташованим у людей на довгому плечі 20-ї хромосоми. Довжина поліпептидного ланцюга білка становить 148 амінокислот, а молекулярна маса — 16 872.
| 10         |  | 20         |  | 30         |  | 40         |  | 50         |
| ---------- |  | ---------- |  | ---------- |  | ---------- |  | ---------- |
| MEPEAFEICP |  | YDPHHRIPLS |  | RFQYHLASCR |  | RKNPKKAKKM |  | ATCKYNACHV |
| VPIKNLEEHE |  | AVCVNRSAVE |  | EEDTENPLKV |  | SPPSSEQNDD |  | TQQVSPCLPS |
| PDIWNVDGAN |  | CQHVFVLKTF |  | FPQKVVCEND |  | TKESARETSP |  | QKILRPGQ   |

A: Аланін

C: Цистеїн

D: Аспарагінова кислота

E: Глутамінова кислота

F: Фенілаланін

G: Гліцин

H: Гістидин

I: Ізолейцин

K: Лізин

L: Лейцин

M: Метіонін

N: Аспарагін

P: Пролін

Q: Глутамін

R: Аргінін

S: Серин

T: Треонін

V: Валін

W: Триптофан

Задіяний у такому біологічному процесі, як альтернативний сплайсинг. 
Білок має сайт для зв'язування з іонами металів, іоном цинку. 